# Einar Almgren
Knut Einar Almgren, född 14 september 1878 i Stockholm, död 11 september 1971 i Täby, var en svensk tecknare och grafiker.
Han var son till hovrättsrådet Knut Gustaf Edvard Almgren och Kate Hallström och bror till Fredrik Almgren. Han studerade konst för Aron Gerle 1901 och för Carl Wilhelmson på Valands målarskola i Göteborg 1902–1905 och vid Konstnärsförbundets skola i Stockholm 1905–1907. Separat ställde han ut på Konstnärshuset i Stockholm 1917 och 1919 samt i Konstnärsförbundets utställning på Liljevalchs konsthall. En större retrospektiv utställning med hans konst från perioden 1913–1948 visades på Rålambshofs konstsalong i Stockholm 1948. Hans konst består av porträtt och landskapsmålningar ofta med motiv från Jämtland och Stockholms skärgård. Som illustratör illustrerade han Gustaf Ullman och Gustaf Nordqvists Spela och sjung som utgavs 1925. Einar Almgren är begravd på Täby kyrkogård.